# 1958年4月19日の日食

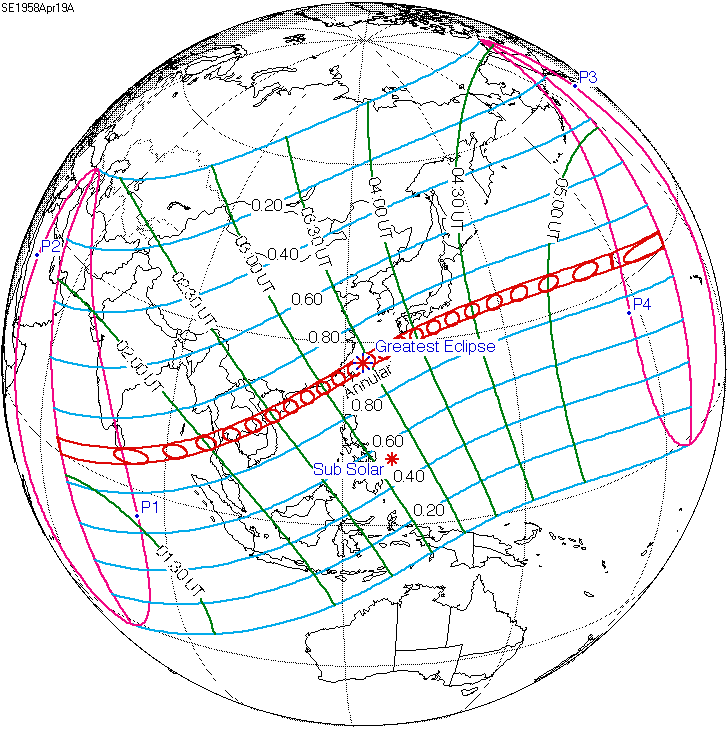

1958年4月19日の日食は、1958年4月19日に観測された日食である。イギリス領モルディブ、インドのアンダマン・ニコバル諸島、ビルマ、タイ、カンボジア、ラオス、ベトナム民主共和国、ベトナム共和国、中華人民共和国、香港、台湾、琉球列島の尖閣諸島、日本の薩南諸島と伊豆諸島で金環日食が観測され、アジアのほとんど及び周辺の一部で部分日食が観測された。

## 通過した地域
金環帯が通過した、金環日食が見えた地域はイギリス領モルディブ（現在のモルディブ）、インドのアンダマン・ニコバル諸島の一部、ビルマ（現在通称ミャンマー）南東部、タイ、カンボジア北西部、ラオス南東部、ベトナム民主共和国（現在のベトナムの一部）南部、ベトナム共和国（現在のベトナムの一部）北部、中華人民共和国の海南島のほとんど・広東省東部沿岸と福建省南東部沿岸、イギリス領香港（現在の香港特別行政区）南東部、中華民国実効支配下の台湾北部と西部・金門島・澎湖諸島、アメリカ合衆国統治下の沖縄に含まれる尖閣諸島、日本鹿児島県の大隅諸島南部（口永良部島・屋久島・馬毛島・種子島）・トカラ列島の全ての島・奄美群島北部（徳之島北西端から喜界島北部までの一線より北の部分）・東京都伊豆諸島の八丈島・八丈小島・青ヶ島だった。
タイの首都バンコクには、大都市にとって極めて希少なことで、1948年から1958年までの10年の間に4回の中心食（皆既日食と金環日食）が見えた。これは4回目である。
また、金環日食が見えなくても、部分日食が見えた地域はアジアのほとんど（北西部を除く）、アフリカの角東端、ニューギニア島北西部、北アメリカ北西部、太平洋西部と北部にある島だった。そのうち大部分では4月19日に日食が見え、国際日付変更線の東の一部では4月18日に見えた。

## 観測
ミリ波太陽電波の資料は彩層の低層と中層構造の研究に役立つ。金環日食の時はその観測の好適な時である。
ロシア科学アカデミーの前身であるソ連科学アカデミーと中国科学院が結成した合同観測隊は中国海南島に位置する崖県の三亜（現在の三亜市）でレベデフ物理学研究所で製造された赤道式放物面電波望遠鏡と受信機とされたデュアル放射計で8mmのミリ波電波を観測した。中国の電波天文学もそれを契機に発展し始めた。しかし、この金環日食のすぐ後の中ソ対立で、両国は1968年9月22日の皆既日食を共同観測しなかった。1969年1月23日付けの中国共産党機関紙「人民日報」は1968年の皆既日食の観測結果を報道する時、「修正主義のソ連は1958年に『中ソ金環日食合同観測』のフリをして、我が国に来て金環日食の資料を略奪した。観測の後、中国にボロボロな電波望遠鏡アンテナを1本だけ残して、『中国の電波天文学の発展に手伝う』と図々しい言った。その後、フルシチョフ修正主義集団はそのボロボロな電波望遠鏡アンテナまで返還させた」と非難した。
日本では伊豆群島の八丈島へ向けて金環日食観測船が手配され、アマチュアによる日食観測遠征の先がけとなった。また、大隅諸島の種子島で金環日食の写真が撮られ、10分ごとに照度・気圧・気温・湿度・水温・地温・風向・風速などのデータがまとめられた。